# Lebenslüge
Eine Lebenslüge ist eine Selbsttäuschung, auf der Personen oder Gruppen ihr Leben aufbauen. Sie ist eine beliebige Vorstellung, deren Fürwahrhalten, so unbegründet oder ungereimt sie auch sein mag, diesem Menschen das Dasein erträglicher macht und aus der er den Mut schöpft weiterzuleben.
Die Lebenslüge ist die fälschliche Überzeugung einiger Neurotiker, dass ihr Lebensplan aufgrund anderer Personen oder Umstände, die sich ihrer Kontrolle entziehen, zwangsläufig scheitern wird. Alfred Adler interpretierte diese Überzeugung als eine Methode, sich der Eigenverantwortung zu entziehen. Als Lebenslüge wird eine Unwahrheit bezeichnet, die jemand während seines Lebens für eine Wahrheit hält und so behandelt, obwohl er das Gegenteil kennt oder kennen müsste.

## Begriff
In den allgemeinen Gebrauch wurde der Begriff von dem Dramatiker Henrik Ibsen Ende des 19. Jahrhunderts eingeführt. Er prangerte damit scheinheilige Verlogenheit, Doppelmoral und krampfhaftes Festhalten am schönen Schein an, was in seiner Sicht typisch war für das Bürgertum seiner Zeit.

„Nehmen Sie einem Durchschnittsmenschen die Lebenslüge, und Sie nehmen ihm zu gleicher Zeit das Glück.“

Im fünften Akt der Wildente sagt der Arzt namens Relling: „Ich halte seine Lebenslüge am Leben. Jawohl, ich sagte Lebenslüge. Die Lebenslüge ist das stimulierende Prinzip.“
1914 schreibt Alfred Adler den Aufsatz Lebenslüge und Verantwortlichkeit in der Neurose und Psychose, wo er mit Lebenslüge meint, dass sich jemand der Verantwortung durch Ausflüchte entzieht und fremde Schuld zuweist. In diesem Beitrag stellt er dies als allgemein-menschlich dar, es handle sich um den „beruhigenden, das Selbstgefühl sichernden Strom der Lebenslüge“. Jeder Mensch beginne in der Kindheit fiktionale Überzeugungen über sich und die Welt auszubilden, die sein Charakter-Profil bestimmen, die aber einer Überprüfung mit der Wirklichkeit nicht immer standhalten. Henrik Ibsens Begriff Lebenslüge erschien ihm wohl als Sammelbegriff für solche fiktionalen Realitätsverkennungen brauchbar (er wandelte ihn in Lebensirrtum ab).

## Institutionen
Auch Institutionen und gesellschaftlichen Milieus kann man Lebenslügen zuschreiben:
- Manche bezeichnen es als eine „Lebenslüge der (Nachkriegs-)Bundesrepublik“, die alten Eliten und Institutionen des Reichs (zum Beispiel das Auswärtige Amt) seien trotz der Usurpierung der Macht durch Hitler im Kern „anständig“ geblieben und hätten sogar „Schlimmeres verhütet“.
- Vor dem Fall der Mauer bezeichneten ab 1956 einige Autoren und Politiker, darunter Fritz René Allemann, Burghard Freudenfeld, Golo Mann, Egon Bahr und Willy Brandt, das Streben nach Wiedervereinigung als eine „Lebenslüge der Bundesrepublik“. Ihnen ging es hauptsächlich darum, dass ein Deutschland in den Grenzen von 1937 keiner deutschen Wirklichkeit mehr entsprach und somit die Diskussion um ein mögliches Zusammengehen von BRD und DDR nicht auf dieser Basis geführt werden konnte.[8][9] Brandt sagte auf dem Parteitag der SPD am 18. Dezember 1989 in Berlin:

Wir können helfen, daß zusammenwächst, was zusammengehört. Eine Wiedervereinigung von Teilen, die so noch nie zusammen waren, wird es nicht geben; eine Rückkehr zum „Reich“ erst recht nicht. Das und nichts anderes war die „Lebenslüge“ der 50er Jahre, an der ich ja auch mal beteiligt war, die aber weiter zu pflegen ich nicht für richtig hielt.
- Als „Lebenslüge“ der Zweiten Republik wird die Opferthese bezeichnet, nach deren weit verbreitetem Argumentationsmuster der Staat Österreich das erste Opfer der nationalsozialistischen Aggressionspolitik gewesen sei. Im kollektiven Gedächtnis sollte sie das Verdrängen der österreichischen Mittäterschaft an den Untaten Österreichs in der Zeit des Nationalsozialismus bewirken.
- „Resozialisierung muss als die große Lebenslüge unsres Strafvollzugssystems bezeichnet werden“.[10]

## Filme
Es gibt mehrere Filme, in denen es um die Entlarvung und Verarbeitung von Lebenslügen geht, unter anderem:
- Tod eines Handlungsreisenden (1951)
- Endstation Sehnsucht (1951)
- Das siebente Siegel, Fernsehfilm von Ingmar Bergman (1957)
- Wer hat Angst vor Virginia Woolf? (1966)
- Homo Faber (1991)
- Lebenslügen, ein Fernsehfilm von Christa Mühl (Buch, 2000)
- Memento (2000)
- Collateral (2004)
- Adams Äpfel (2005)
- Der Vorleser (2008)
- Die Lebenslüge, Fernsehfilm, Regie Peter Sämann (2009)
- Mein Blind Date mit dem Leben, Tragikomödie, basiert auf der gleichnamigen Autobiografie von Saliya Kahawatte (2017)